# Louin
Pour les articles homonymes, voir Louin (homonymie).
Louin est une commune du centre-ouest de la France située dans le département des Deux-Sèvres en région Nouvelle-Aquitaine.

## Toponymie
Dans le sud de la commune, la ferme de Ratil est voisine de celles de l'Essai et de Réussi sur la commune de Lageon et de le Temps, le Contretemps, le Curieux et Avec sur la commune de Maisontiers,. Ensemble, ils forment la phrase « Avec le temps et le contretemps, l’interrogateur curieux réussira-t-il l’essai ? », toponymes communs donnés par l'unique propriétaire des exploitations agricoles construites entre 1876 et 1881.

## Géographie

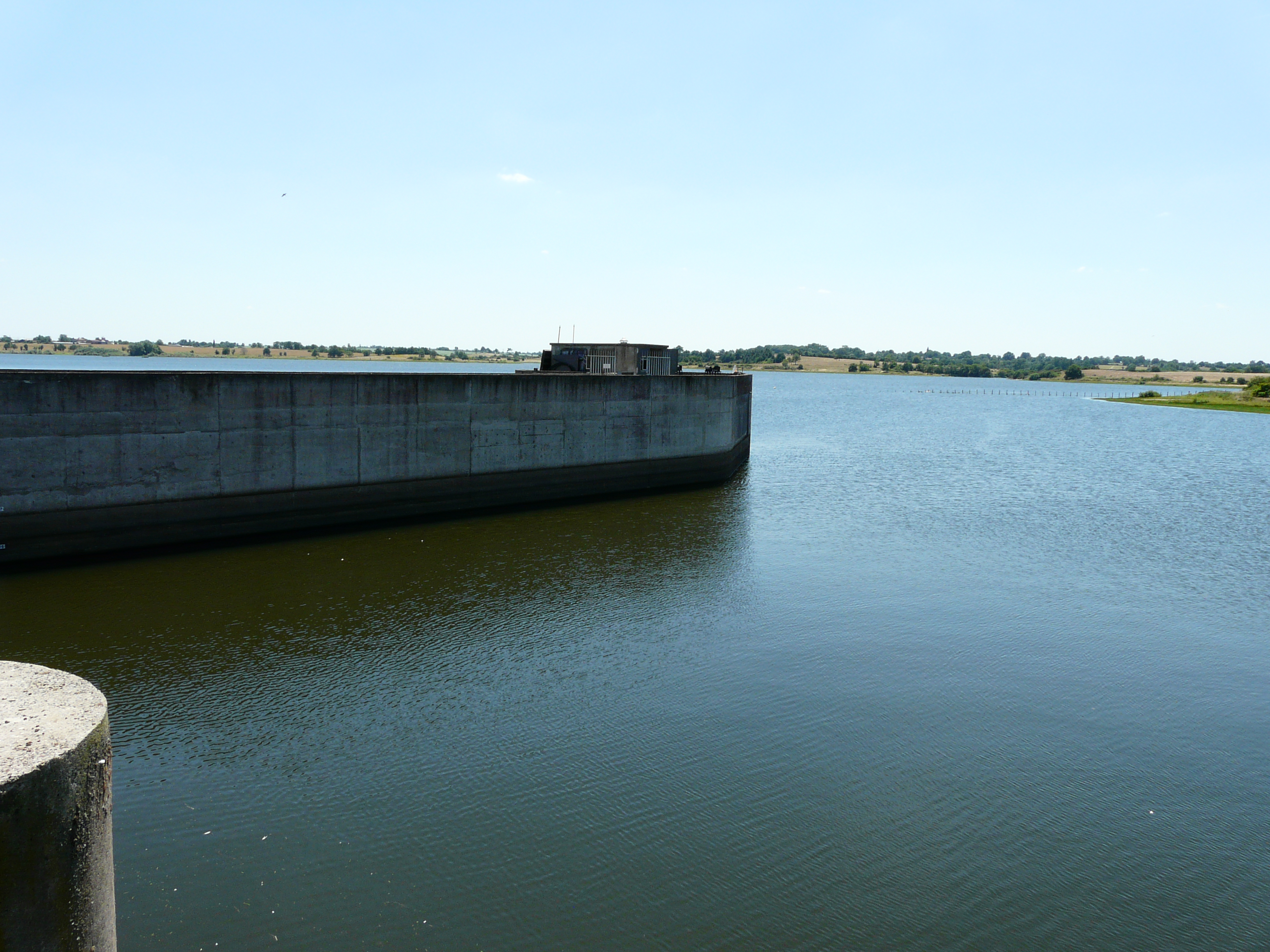
Le lac du Cébron entre Louin et Saint-Loup-Lamairé.

La commune de Louin est bordée à l'est  par un affluent de la Loire, le Thouet. Dans sa partie sud-ouest, la commune est arrosée par le Cébron qui, avec ses deux affluents la Raconnière et la Taconnière, forme la retenue du lac du Cébron, partagée entre Louin, Gourgé et Saint-Loup-Lamairé.
Le bourg, implanté sur la rive gauche du Thouet et traversé par la route départementale 138 se situe, en distances orthodromiques, trois kilomètres au sud-ouest d'Airvault et 17 kilomètres au nord-nord-est de Parthenay.
La commune est également desservie par les routes départementales 27, 46, 137 et surtout la 938 qui relie Parthenay à Thouars.

### Climat
Pour des articles plus généraux, voir Climat de la Nouvelle-Aquitaine et Climat des Deux-Sèvres.
Historiquement, la commune est exposée à un climat océanique du nord-ouest.  
En 2020, Météo-France publie une typologie des climats de la France métropolitaine dans laquelle la commune est dans une zone de transition entre le climat océanique et le climat océanique altéré et est dans la région climatique  Poitou-Charentes, caractérisée par un bon ensoleillement, particulièrement en été et des vents modérés.
Pour la période 1971-2000, la température annuelle moyenne est de 12 °C, avec une amplitude thermique annuelle de 14,8 °C. Le cumul annuel moyen de précipitations est de 710 mm, avec 11,6 jours de précipitations en janvier et 6,8 jours en juillet. Pour la période 1991-2020, la température moyenne annuelle observée sur la station météorologique la plus proche, située sur la commune de Glénay à 9 km à vol d'oiseau, est de 12,6 °C et le cumul annuel moyen de précipitations est de 647,9 mm,. Pour l'avenir, les paramètres climatiques de la commune estimés pour 2050 selon différents scénarios d’émission de gaz à effet de serre sont consultables sur un site dédié publié par Météo-France en novembre 2022.

## Urbanisme

### Typologie
Au 1er janvier 2024, Louin est catégorisée commune rurale à habitat dispersé, selon la nouvelle grille communale de densité à sept niveaux définie par l'Insee en 2022.
Elle appartient à l'unité urbaine d'Airvault, une agglomération intra-départementale regroupant deux  communes, dont elle est une commune de la banlieue,,. La commune est en outre hors attraction des villes,.

### Occupation des sols
L'occupation des sols de la commune, telle qu'elle ressort de la base de données européenne d’occupation biophysique des sols Corine Land Cover (CLC), est marquée par l'importance des territoires agricoles (93,8 % en 2018), une proportion sensiblement équivalente à celle de 1990 (94,2 %). La répartition détaillée en 2018 est la suivante : 
zones agricoles hétérogènes (37,8 %), terres arables (29,4 %), prairies (26,6 %), forêts (2,9 %), zones urbanisées (2,3 %), eaux continentales (1 %). L'évolution de l’occupation des sols de la commune et de ses infrastructures peut être observée sur les différentes représentations cartographiques du territoire : la carte de Cassini (XVIIIe siècle), la carte d'état-major (1820-1866) et les cartes ou photos aériennes de l'IGN pour la période actuelle (1950 à aujourd'hui).

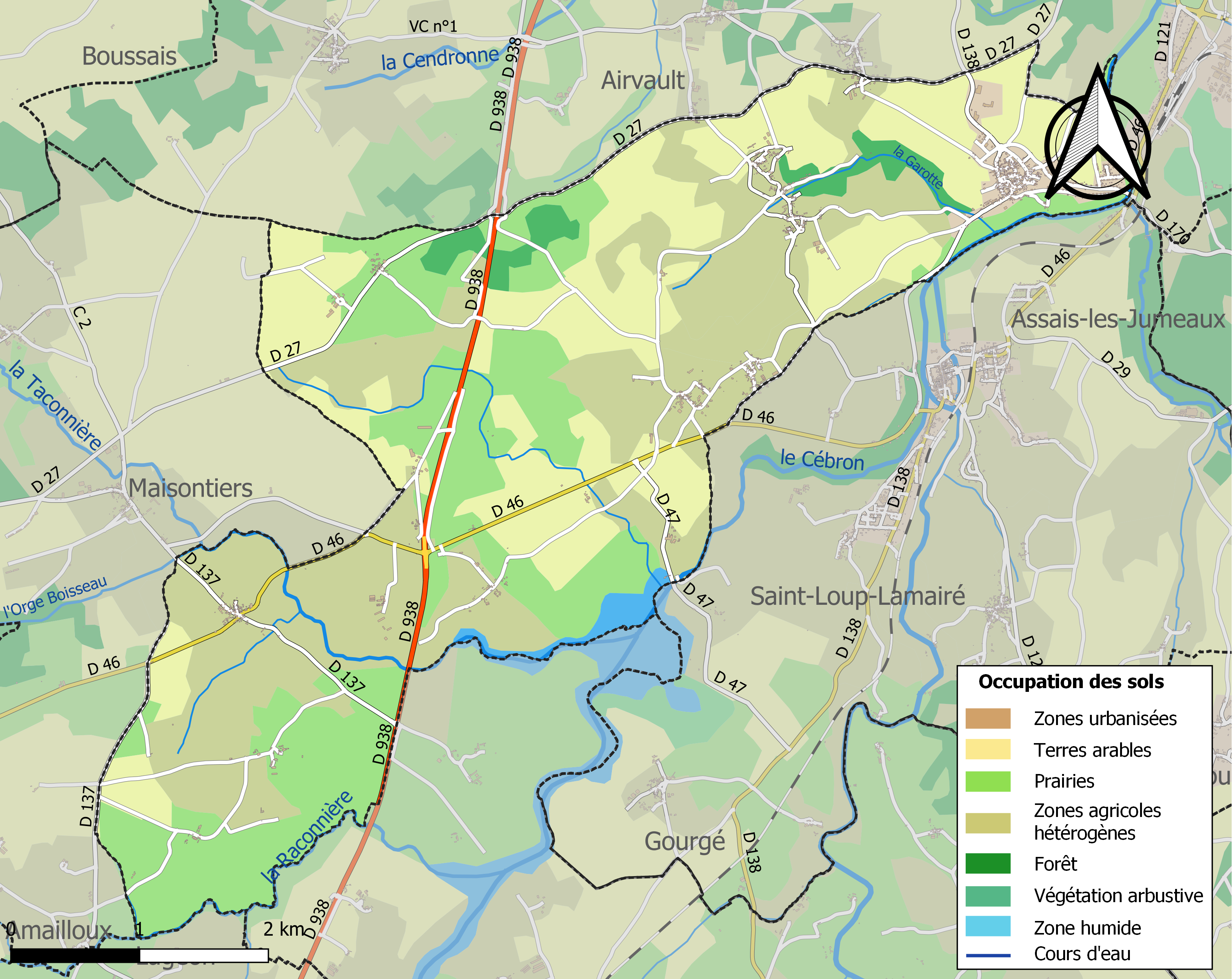
Carte des infrastructures et de l'occupation des sols de la commune en 2018 (CLC).

### Risques majeurs
Le territoire de la commune de Louin est vulnérable à différents aléas naturels : météorologiques (tempête, orage, neige, grand froid, canicule ou sécheresse), inondations, mouvements de terrains et séisme (sismicité modérée). Il est également exposé à deux risques technologiques,  le transport de matières dangereuses et la rupture d'un barrage, et à un risque particulier : le risque de radon. Un site publié par le BRGM permet d'évaluer simplement et rapidement les risques d'un bien localisé soit par son adresse soit par le numéro de sa parcelle.

#### Risques naturels
Certaines parties du territoire communal sont susceptibles d’être affectées par le risque d’inondation par débordement de cours d'eau, notamment le Thouet, le Cébron, la Raconnière, la Taconnière et le Gâteau. La commune a été reconnue en état de catastrophe naturelle au titre des dommages causés par les inondations et coulées de boue survenues en 1982, 1983, 1992, 1993, 1995, 1999 et 2010,. Le risque inondation est pris en compte dans l'aménagement du territoire de la commune par le biais du plan de prévention des risques inondation (PPRI) de la « Vallée du Thouet », approuvé le 13 novembre 2008, dont le périmètre regroupe 22 communes.

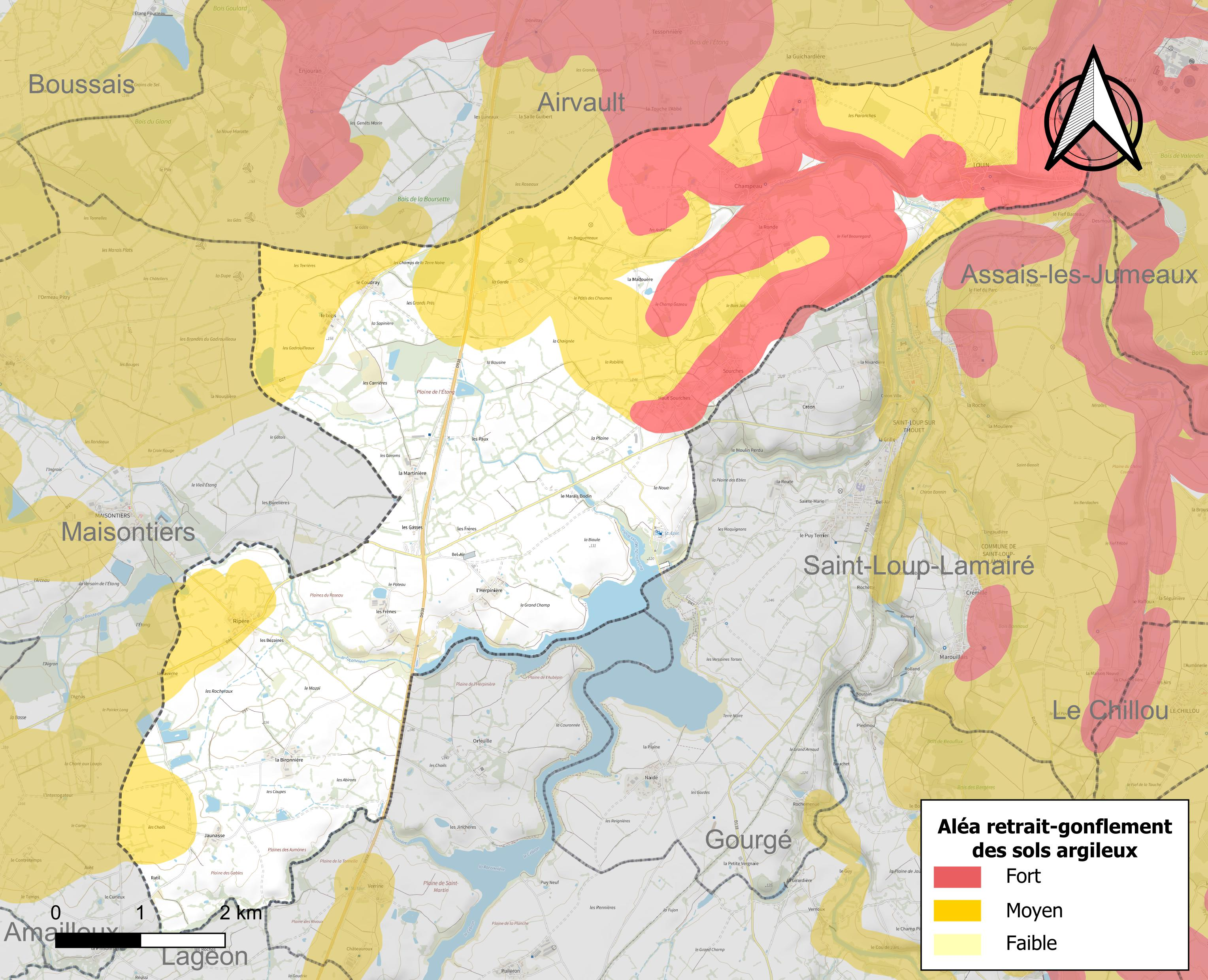
Carte des zones d'aléa retrait-gonflement des sols argileux de Louin.

Les mouvements de terrains susceptibles de se produire sur la commune sont des tassements différentiels. Le retrait-gonflement des sols argileux est susceptible d'engendrer des dommages importants aux bâtiments en cas d’alternance de périodes de sécheresse et de pluie. 48,1 % de la superficie communale est en aléa moyen ou fort (54,9 % au niveau départemental et 48,5 % au niveau national). Depuis le 1er octobre 2020, en application de la loi ELAN, différentes contraintes s'imposent aux vendeurs, maîtres d'ouvrages ou constructeurs de biens situés dans une zone classée en aléa moyen ou fort,.
La commune a été reconnue en état de catastrophe naturelle au titre des dommages causés par la sécheresse en 1989 et 2003 et par des mouvements de terrain en 1999 et 2010.

#### Risque technologique
La commune est en outre située en aval du barrage du Puy Terrier, un ouvrage de classe A mis en service en 1982 sur le territoire des communes de Saint-Loup-Lamairé, Louin et Gourgé, sur le cours d’eau le Cébron, affluent du Thouet. À ce titre elle est susceptible d’être touchée par l’onde de submersion consécutive à la rupture de cet ouvrage.

#### Risque particulier
Dans plusieurs parties du territoire national, le radon, accumulé dans certains logements ou autres locaux, peut constituer une source significative d’exposition de la population aux rayonnements ionisants. Selon la classification de 2018, la commune de Louin est classée en zone 3, à savoir zone à potentiel radon significatif.

## Politique et administration
| Période   | Période  | Identité      | Étiquette | Qualité |
| --------- | -------- | ------------- | --------- | ------- |
| mars 2008 | en cours | Monique Nolot | -         | -       |

## Démographie
L'évolution du nombre d'habitants est connue à travers les recensements de la population effectués dans la commune depuis 1793. Pour les communes de moins de 10 000 habitants, une enquête de recensement portant sur toute la population est réalisée tous les cinq ans, les populations de référence des années intermédiaires étant quant à elles estimées par interpolation ou extrapolation. Pour la commune, le premier recensement exhaustif entrant dans le cadre du nouveau dispositif a été réalisé en 2004.

En 2022, la commune comptait 679 habitants, en évolution de −0,44 % par rapport à 2016 (Deux-Sèvres : +0,18 %, France hors Mayotte : +2,11 %).
| 1793 | 1800 | 1806 | 1821  | 1831  | 1836  | 1841  | 1846  | 1851  |
| ---- | ---- | ---- | ----- | ----- | ----- | ----- | ----- | ----- |
| 945  | 963  | 948  | 1 092 | 1 151 | 1 125 | 1 097 | 1 177 | 1 115 |

| 1856  | 1861  | 1866  | 1872  | 1876  | 1881  | 1886  | 1891  | 1896  |
| ----- | ----- | ----- | ----- | ----- | ----- | ----- | ----- | ----- |
| 1 092 | 1 063 | 1 129 | 1 122 | 1 167 | 1 201 | 1 136 | 1 118 | 1 119 |

| 1901  | 1906  | 1911  | 1921 | 1926 | 1931 | 1936 | 1946 | 1954 |
| ----- | ----- | ----- | ---- | ---- | ---- | ---- | ---- | ---- |
| 1 129 | 1 062 | 1 092 | 939  | 914  | 919  | 889  | 853  | 833  |

| 1962 | 1968 | 1975 | 1982 | 1990 | 1999 | 2004 | 2006 | 2009 |
| ---- | ---- | ---- | ---- | ---- | ---- | ---- | ---- | ---- |
| 830  | 805  | 767  | 800  | 795  | 751  | 723  | 735  | 752  |

| 2014 | 2019 | 2022 | - | - | - | - | - | - |
| ---- | ---- | ---- | - | - | - | - | - | - |
| 696  | 687  | 679  | - | - | - | - | - | - |

## Lieux et monuments
- Croix hosannière dans le cimetière, classée monument historique depuis 1890[31].
- Église Saint-Martin.
- Hypogée gallo-romain classé depuis 1916[32].
- Barrage et lac du Cébron.
- Comme de nombreuses communes de la vallée du Thouet, Louin est traversé par le sentier de grande randonnée GR 36.

## Personnalités liées à la commune
- Albéric Guéninchault (1886-1940), commandant français, est né à Louin.